# Wojna domowa w Jemenie (1994)
Wojna domowa w Jemenie – konflikt zbrojny w 1994 pomiędzy siłami wywodzących się z Jemenu Północnego (Generalny Kongres Ludowy) i Jemenu Południowego (Jemeńska Partia Socjalistyczna). Wojnę przegrała Jemeńska Partia Socjalistyczna, w efekcie tego wielu socjalistów musiało opuścić kraj.

## Tło
Republika Jemenu zadeklarowana 22 maja 1990 roku została utworzona poprzez zjednoczenie Jemenu Północnego i Jemenu Południowego. Ali Abd Allah Salih (przywódca Generalnego Kongresu Ludowego) został prezydentem, a Ali Salim al-Beidh (przywódca Jemeńskiej Partii Socjalistycznej) wiceprezydentem. Zjednoczenie systemu politycznego i gospodarczego miało odbyć się w ciągu 30 miesięcy. Wybory parlamentarne odbyły się w kwietniu 1993 roku. Parlament uzgodnił konstytucję.
W sierpniu 1993 roku wiceprezydent – Ali Salim al-Beidh – uciekł do Adenu i powiedział, że nie wróci do rządu, dopóki jego żądania nie zostaną spełnione. Należały do nich między innymi zaprzestanie przemocy północy wobec Jemeńskiej Partii Socjalistycznej oraz zaprzestanie ekonomicznej marginalizacji południa. Negocjacje z wiceprezydentem trwały do 1994 roku, zakończyły się niepowodzeniem, prowadził je rząd premiera Hajdara abu Bakr al-Attas.
Porozumienie pomiędzy przywódcami południa i północy zostało podpisane 20 lutego 1994 roku w Ammanie w Jordanii, ale sytuacja w kraju nadal była napięta. Armie północy i południa gromadziły się na dawnej granicy.

## Wydarzenia
27 kwietnia 1994 roku w Amran, niedaleko Sany doszło do potyczki z udziałem czołgów obu dawnych państw. Obie strony oskarżały siebie nawzajem o wywołanie tego incydentu. 4 maja siły powietrzne południa zbombardowały Sanę oraz inne tereny północy. Północ odpowiedziała bombardowaniem miasta Aden.
Prezydent ogłosił 30-dniowy stan wyjątkowy, obcokrajowcy zaczęli ewakuację z Jemenu. Wiceprezydent został oficjalnie zdymisjonowany. Południe wystrzeliło rakiety R-11 w miasto Sana, przez co zginęło wielu cywilów. Premier Hajdar Abu Bakr al-Attas został odwołany 10 maja, a na jego miejsce wstąpił Muhammad Sa’id al-Attar.
Południowi przywódcy odłączyli się i 21 maja zadeklarowali utworzenie Demokratycznej Republiki Jemenu. W maju siły północne rozpoczęły atak w kierunku Aden. 24 maja miasto Ataq i pobliskie pola naftowe zostały zdobyte przez północ. Rada Bezpieczeństwa ONZ przyjęła rezolucję nr 924 oraz rezolucję nr 931 wzywające do zaprzestania walk i zawieszenia broni. Rozejm został zawarty 6 czerwca, ale trwał tylko 6 godzin, jednocześnie rozmowy w Kairze w celu zaprzestania walk także nie przyniosły skutku. Północ wkroczyła do Adenu 4 lipca. Zwolennicy Alego Nasira Muhammada znacznie wsparli działania wojskowe przeciw secesjonistom i Aden został zdobyty 7 lipca 1994 roku. Reszta secesjonistów szybko została pokonana, a przywódcy południa uciekli z Jemenu.
Podczas wojny domowej większość walk odbyło się na terenach południa. Południe szukało wsparcia ze strony sąsiednich państw i otrzymało miliardy dolarów, głównie ze strony Arabii Saudyjskiej, która obawiała się ponownego zjednoczenia Jemenu. Stany Zjednoczone wielokrotnie wzywały do zawieszenia broni i negocjacji. Różne próby zawieszenia broni, podjęte przez wysłannika ONZ oraz Rosję nie przyniosły skutku.

## Po konflikcie
Po zakończeniu wojny domowej, Jemen ponownie się zjednoczył, a prezydent Ali Abd Allah Salih sprawował władzę nad całym Jemenem. Amnestia dla południa została uznana, z wyjątkiem 16 osób, m.in. Alego Salima al-Beidha, Hajdara abu Bakra al-Attasa, Abdula Al-Rahmana Alego Al-Jifriego oraz Saliha Munassara Al-Siyalego. 1 października 1994 roku Ali Abd Allah Salih został ponownie wybrany prezydentem. Funkcję tę sprawował do 2011 roku, zrzekł się władzy po powstaniu.
W 2007 roku została powołana organizacja o nazwie Ruch Jemenu Południowego. Wzywa do przywrócenie niepodległości dla Jemenu Południowego, przez co często w kraju wybuchają starcia.